# Johannes Pauli
Pour les articles homonymes, voir Pauli (homonymie).
Johannes Pauli, né vers 1455 et décédé à Thann (Alsace) en 1530, est un écrivain religieux.

## Biographie
Après avoir fait des études de théologie à Strasbourg, Johannes Pauli rejoint l'ordre des Franciscains et fait son premier sermon à Thann en 1479.
En 1481, il quitte l'Alsace pour Oppenheim (près de Worms dans le Palatinat) puis il rejoint Berne (Suisse) en 1504 comme prédicateur. Il revient à Strasbourg de 1506 à 1510.
En 1516, il est cité comme prédicateur à Sélestat (Alsace), ensuite à Villingen en Forêt-Noire, enfin à nouveau à Thann où il s'établira jusqu'à sa mort.
Sous l'impulsion de sa proximité intellectuelle et de son amitié avec Jean Geiler de Kaysersberg (1445-1510), l'ami de Sebastien Brant et de Beatus Rhenanus, il publia en 1515 Das Evangelienbuch (« Le livre des Évangiles ») ; en 1516 Die Emeis, Buch von der Omeissen (« La Fourmi, Livre des Fourmis») ; en 1517 Die Brösamlin Geilers (exégèse des réflexions de Geiler) ; en 1520  Das Narrenschiff, aus dem Latein ins Deutsch gebracht («  La Nef des Fous, transcrite du latin en allemand »), une explication  de l'ouvrage de Sebastien Brant paru en 1494 à Bâle.
Ses travaux personnels lui confèrent une place respectable dans la littérature post-médiévale germanique dans le style des fables, entre farce et dérision, avec sa série Schimpf und Ernst (« Dérision (satire) et Sérieux »).
Ces publications pour le peuple, selon les coutumes, sont rédigées dans un style facile et simple. Il voulait instruire en amusant, faire rire en faisant connaître. En mélangeant des contes populaires et des légendes, en introduisant des faits réels et contemporains, il a créé des thèmes pour la littérature et la poésie germanique du XVIe siècle, et de même a continué d'inspirer la poésie allemande dans les siècles suivants.